# Asterogyne yaracuyense
Asterogyne yaracuyense es una especie fanerógama, perteneciente a la familia de las palmeras (Arecaceae).

## Descripción
Es una palmera solitaria, inerme, monoica. Los tallos son erguidos o a veces básalmente decumbentes, mide de 3 a 6 metros de altura y el diámetro de su tronco es de unos 5-8 cm, de vez en cuando con ramas laterales entre 18-31. Su color es marrón rojizo cuando está joven y verde cuando está madura; posee vainas 12-30 × 7-9 cm; entre 18-35 peciolos de 1-1,5 cm, hojas 70-120 × 23-30 cm, entre 40-70 venas por lado, ápice bífido, la inflorescencia es ramificada al primer orden, pedúnculo 85-95 cm de largo × 1,5-2 cm diámetro; raquis de 5-10 cm de largo × 0,5 cm de diámetro, flores unisexuales de color blanco, los frutos no se conocen hasta el momento.

## Distribución y hábitat
Se puede ubicar en el interior del bosque nublado del Cerro La Chapa, en el norte de la Cordillera Central de Venezuela, en el Estado Yaracuy de donde proviene su nombre. Fue reportada recientemente en el Cerro Zapatero del mismo estado por el Dr. Winfried Meier, com.pers.) a una altura aproximada de 1200-1400 m s. n. m.

## Amenazas a la supervivencia
Recientes visitas al Cerro La Chapa, el hogar de la mayor población de la especie, han confirmado la gran alteración de los bosques debido a actividades de la agricultura y ganadería. Un sistema de pequeñas parcelas en el bosque nublado se ha desarrollado con el fin de promover las siguientes actividades:
- Cultivo de cambur (bananas), café y tubérculos entre otro tipo de agricultura de subsistencia.
- Ganadería de baja intensidad y escasamente rentable donde los animales pastan en las zonas de bosque.
- Construcción de viviendas, sendas, o cercados para separar las parcelas.

Como consecuencia, se ha producido una alteración incontrolable de la fisonomía y diversidad florística del bosque nuboso. La población actual de Asterogyne yaracuyense ha sido estimada en alrededor de 200-300 especímenes, y la posibilidad de supervivencia es baja para las que han logrado sobrevivir exitosamente en los ambientes muy perturbados.

## Taxonomía
Asterogyne yaracuyense  fue descrita por A.J.Hend. & Steyerm. y publicado en Brittonia 38(4): 309. 1986.
Etimología
Asterogyne: nombre genérico que deriva de las palabras griegas: Astero- que significa estrella, y gyne mujer, se refiere a la forma estrellada que tiene el pistilo de las especies de este género.
yaracuyense: epíteto geográfico que alude a su localización en Yaracuy.